# O Jesu kär, vad har väl du förbrutit
O Jesu kär, vad har väl du förbrutit är en psalm i åtta verser skriven av Johann Heermann 1630, översatt av Johan Alfred Eklund 1910 och lätt bearbetad 1937.
I 1986 års psalmbok används en variation av en tonsättning som är b-melodin till Var är den Vän, som överallt jag söker vilket är en tonsättning av Johann Crüger från 1640.

## Publicerad som
- Nr 81 i 1937 års psalmbok under rubriken "Passionstiden".
- Nr 452 i Svenska kyrkans egen del av 1986 års psalmbok under rubriken "Fastan".
- Nr 63 i Finlandssvenska psalmboken 1986 under rubriken "Fastetiden".
- Nr 157 i Lova Herren 1988 under rubriken "Passionstiden".